# Jerry Hey
Jerry Hey (nacido en 1950 en Dixon, Illinois) es un trompetista, fliscornista, arreglista de vientos y de cuerdas, orquestador y músico de sesión estadounidense que ha tocado en cientos de grabaciones comerciales, incluyendo Thriller y el solo de trompeta de la canción «Longer» de Dan Fogelberg.

## Premios Grammy
- 1981 - Mejor arreglo, instrumental o a capela
  - Jerry Hey y Quincy Jones (arreglos) por «Dinorah, Dinorah» interpretado por George Benson
- 1982 - Mejor arreglo instrumental con acompañamiento vocal
  - Jerry Hey y Quincy Jones (arreglos) por «Ai No Corrida» interpretado por Quincy Jones
- 1983 - Mejor arreglo instrumental con acompañamiento vocal
  - Jerry Hey y David Paich, Jeff Porcaro (arreglos) por «Rosanna» interpretado por Toto
- 1984 - Mejor álbum de banda sonora para medio visual
  - Michael Boddicker, Irene Cara, Kim Carnes, Douglas Cotler, Keith Forsey, Richard Gilbert, Jerry Hey, Duane Hitchings, Craig Krampf, Ronald Magness, Dennis Matkosky, Giorgio Moroder, Phil Ramone,  Michael Sembello, Shandi Sinnamon (compositores) por Flashdance interpretado por varios artistas
- 1991 - Mejor arreglo, instrumental o a capela
  - Jerry Hey, Quincy Jones, Ian Prince y Rod Temperton (arreglos) por «Birdland» interpretado por Quincy Jones.

## Discografía
| Con Lalo Schifrin - No One Home (Tabu, 1979) Con Aretha Franklin - Love All the Hurt Away (Arista, 1981) - Jump to It (Arista, 1982) - Aretha (Arista, 1986) Con Elton John - 21 at 33 (Rocket, 1980) - Duets (Rocket, 1993) Con Olivia Newton-John - The Rumour (Mercury, 1988) Con Bob Seger - Like a Rock (Capitol, 1986) Con Kenny Rogers - The Heart of the Matter (RCA, 1985) Con Syreeta Wright - Set My Love in Motion (Tamla, 1981) Con Joe Cocker - Across from Midnight (CMC, 1997) Con Cher - Prisoner (Casablanca, 1979) Con Dionne Warwick - Friends in Love (Arista, 1982) Con Cheryl Lynn - In Love (Columbia, 1979) - Start Over (Manhattan, 1987) Con Céline Dion - Falling into You (Columbia, 1996) Con Jon Anderson - In the City of Angels (Columbia, 1988) Con Patti LaBelle - Winner in You (MCA, 1986) Con Shelby Lynne - Love, Shelby (Island, 2001) Con Thelma Houston - Breakwater Cat (RCA, 1980) Con Selena - Dreaming of You (EMI, 1995) Con Barry Manilow - Swing Street (Arista, 1987) Con Taylor Dayne - Can't Fight Fate (Arista, 1989) Con Patti Austin - Patti Austin (Qwest, 1984) - The Real Me (Qwest, 1988) - That Secret Place (GRP, 1994) - On the Way to Love (Warner Bros., 2001) Con Michael Bolton - Time, Love & Tenderness (Columbia, 1991) - This Is The Time: The Christmas Album (Columbia, 1996) Con Jeffrey Osborne - Jeffrey Osborne (A&M, 1982) - Stay with Me Tonight (A&M, 1983) - One Love: One Dream (A&M, 1988) Con Lisa Stansfield - Real Love (Arista, 1991) - Lisa Stansfield (Arista, 1997) Con Anita Baker - Rhythm of Love (Elektra, 1994) - My Everything (Blue Note, 2004) Con Stevie Nicks - The Other Side of the Mirror (Modern, 1989) Con Christopher Cross - Every Turn of the World (Warner Bros., 1985) Con Dan Fogelberg - Phoenix (Epic, 1979) - The Innocent Age (Epic, 1981) - The Wild Places (Epic, 1990) Con Tanya Tucker - Should I Do It (MCA Records, 1981) | Con David Crosby - Oh Yes I Can (A&M, 1989) Con Kenny Loggins - Back to Avalon (Columbia, 1988) Con Minnie Riperton - Minnie (Capitol, 1979) Con Steve Cropper - Playin' My Thang (MCA, 1981) Con Brenda Russell - Brenda Russell (Horizon, 1979) - Two Eyes (Warner Bros., 1983) Con Stephanie Mills - Home (MCA, 1989) Con Joni Mitchell - Dog Eat Dog (Geffen, 1985) Con Melissa Manchester - Emergency (Arista, 1983) - Mathematics (MCA, 1985) Con Jim Messina - Messina (Warner Bros., 1981) Con Deniece Williams - Hot on the Trail (Columbia, 1986) - As Good as It Gets (Columbia, 1988) - Special Love (Sparrow, 1989) Con Teena Marie - Lady T (Gordy, 1980) Con Peter Allen - Bi-Coastal (A&M, 1980) Con Beth Hart - Leave the Light On (Warner Bros., 2003) Con Donna Summer - Bad Girls (Casablanca, 1979) - Donna Summer (Geffen, 1982) - She Works Hard for the Money (Mercury, 1983) - All Systems Go (Geffen, 1987) Con Paul Anka - The Music Man (United Artists, 1976) Con Chaka Khan - What Cha' Gonna Do for Me (Warner Bros., 1981) Con Barry Mann - Barry Mann (Casablanca, 1980) Con Melanie C - Reason (Virgin, 2003) Con Sheena Easton - A Private Heaven (EMI, 1984) Con John Mayer - Heavier Things (Columbia, 2003) - The Search for Everything (Columbia, 2017) Con Dolly Parton - Heartbreaker (RCA Victor, 1978) - 9 to 5 and Odd Jobs (RCA, 1980) Con Boz Scaggs - Other Roads (Columbia, 1988) Con Randy Crawford - Windsong (Warner Bros., 1982) Con Rickie Lee Jones - Pirates (Warner Bros., 1981) - The Magazine (Warner Bros., 1984) - The Evening of My Best Day (V2, 2003) Con Carole Bayer Sager - ...Too (Elektra, 1978) - Sometimes Late at Night (The Boardwalk Entertainment, 1981) Con Paul McCartney - Pipes of Peace (Columbia, 1983) Con Michael McDonald - No Lookin' Back (Warner Bros., 1985) Con Michael Jackson - Off the Wall (Epic, 1979) - Thriller (Epic, 1982) - Bad (Epic, 1987) | Con Desmond Child - Discipline (Elektra, 1991) Con Betty Wright - Betty Wright (Epic, 1981) Con Roberta Flack - Oasis (Atlantic, 1988) Con Richard Marx - Richard Marx (EMI, 1987) - Repeat Offender (EMI, 1989) - Flesh and Bone (Capitol, 1997) Con Mika - The Boy Who Knew Too Much (Casablanca, 2009) Con Philip Bailey - Continuation (A&M, 1983) Con Rod Stewart - Camouflage (Warner Bros., 1984) Con Randy Newman - Trouble in Paradise (Reprise, 1983) - Land of Dreams (Reprise, 1988) Con Natalie Cole - Dangerous (Atco, 1985) - Everlasting (Elektra, 1987) Con B.B. King - B.B. King & Friends: 80 (Geffen, 2005) Con Peter Cetera - World Falling Down (Warner Bros., 1992) Con Nicolette Larson - In the Nick of Time (Warner Bros. Records, 1979) Con Barbra Streisand - Songbird (Columbia, 1978) - Till I Loved You (Columbia, 1988) Con Jennifer Warnes - The Hunter (Attic, 1992) Con Rob Thomas - ...Something to Be (Atlantic Records, 2005) Con Laura Branigan - Hold Me (Atlantic, 1985) Con Jimmy Webb - Angel Heart (Real West Production, 1982) Con Al Jarreau - This Time (Warner Bros., 1980) - Breakin' Away (Warner Bros., 1981) - Jarreau (Warner Bros., 1983) - High Crime (Warner Bros., 1984) - Heart's Horizon (Reprise, 1988) - Heaven and Earth (Reprise, 1992) - Tomorrow Today (GRP, 2000) - All I Got (GRP, 2002) Con Jennifer Holliday - Feel My Soul (Geffen, 1983) Con George Benson - Give Me the Night (Warner Bros., 1980) - 20/20 (Warner Bros., 1985) - While the City Sleeps... (Warner Bros., 1986) - Standing Together (GRP, 1998) Con Livingston Taylor - Three Way Mirror (Epic, 1978) Con Neil Diamond - September Morn (Columbia, 1979) - The Best Years of Our Lives (Columbia, 1988) Con Michael Franks - One Bad Habit (Warner Bros., 1980) Con Atkins - Atkins (also does the horn section on Keep Trying) (Warner Bros., 1982) Con Darren Kramer Organization - DKO (1998) |

## Premios y nominaciones
Premios Óscar
| Año  | Categoría                   | Película         | Resultado |
| ---- | --------------------------- | ---------------- | --------- |
| 1986 | Mejor banda sonora original | El color púrpura | Nominado  |